# Juan Kruz Igerabide
Juan Kruz Igerabide Sarasola (Aduna, Guipúzcoa, 24 de marzo de 1956) es un escritor español que ha publicado muchas obras dirigidas al público infantil y juvenil aunque su andadura literaria comenzó con la literatura de adultos. Ha recibido importantes galardones, entre ellos el Premio Euskadi de Literatura Infantil y Juvenil en 1999, el Premio Nacional de Crítica en dos ocasiones en 1994 y 2003 y Premio Nacional de Literatura Infantil y Juvenil en 2018.

## Biografía
Juan Kruz Igerabide nació en Aduna (Guipúzcoa) en 1956. Realizó sus estudios de Magisterio y durante varios años se dedicó a la enseñanza en una escuela de primaria. Posteriormente obtuvo el doctorado en Filología Vasca y comenzó a trabajar en el departamento de euskara de la Universidad del País Vasco y como profesor de euskara. Actualmente es Técnico de euskara en el Servicio de euskara de la UPV-EHU y director de la Cátedra Mikel Laboa en la misma Universidad. En el año 2003 fue nombrado miembro correspondiente de la Academia de la Lengua Vasca (Euskaltzaindia).
Además de destacar como escritor es reseñable su faceta de investigador, sobre todo, en el campo de la Literatura infantil, analizando la poesía. Es digna de destacar la obra Bularretik Mintzora: haurra, ahozkotasuna eta literatura (1993) la cual analiza la tradición oral. En esta obra se parte del análisis de los cuentos que se han escuchado en la infancia, haciendo un estudio de sus orígenes, funciones, usos y de la relación que hay entre la literatura y el público infantil. En dicho estudio analiza la influencia de esos cuentos infantiles en los niños desde diversos aspectos y la función que debería tener esa tradición oral en la sociedad actual.

## Carrera literaria

### Literatura para adultos
Aunque es autor de numerosos libros de literatura infantil y juvenil, dio sus primeros pasos en la literatura adulta publicando un poemario titulado Notre-Dameko oihartzunak (1984) al que siguieron Bizitzarekin solasean (1989), Sarean leiho (1994), y Mailu isila (2002) por el que recibió el Premio de España de la Crítica.
Intercalados con estos, el autor publicó los libros de aforismos Herrenaren arrastoan (1998) y Egia hezur (2004). En 2005 obtuvo la Mención de Honor Literaria Beterriko Liburua por la novela Hauts bihurtu zineten.

### Literatura Infantil y Juvenil
Aunque su incursión en la literatura fue dirigida al público adulto, fue en su etapa de profesor de enseñanza primaria cuando surgió su pasión por la literatura infantil y juvenil, género en el que ha destacado con la publicación de importantes obras.
Igerabide ha escrito más de una veintena de cuentos protagonizados por Grigor: Egunez parke batean (De día en un parque; Alberdania, 1993), Gauez zoo batean (De noche en un zoo; Alberdania, 1994), Denboraldi bat ospitalean (Una temporada en el hospital; Alberdania, 1995) y Oporraldi bat baserrian (Alberdania, 1996). En 1999 ganó el Premio Euskadi de Literatura Infantil y Juvenil con Jonas eta hozkailu beldururtia. El personaje, presentado a través de Jonas eta hozkailu beldurtia será el protagonista de muchos otros cuentos.
También ha escrito poesía para jóvenes, Kartapazioko poemak junto con Karlos Linazasoro (Ibaizabal, 1998), Hosto gorri, Hosto berdea/Hoja roja, hoja verde (Edición bilingüe; Atenea, 2002) y narrativa. A esta última corresponden Helena eta arrastiria (Elkar, 1999; Helena y el sol poniente, Editores Asociados, 2000), Hamabi galdera pianoari (Alberdania, 1999; Doce preguntas a un piano, Edebé, 2006), Begi argi horiek (Esos ojos claros; Aizkorri, 2000), Hiru ahizpa (Tres hermanas; Erein, 2003) y Bosniara nahi (Aizkorri, 2003; Volver a Bosnia, Everest, 2005).
Dentro del panorama literario ha buscado nuevos propuestas, como el libro que publicó junto con la ilustradora Elena Odriozola titulado Eguberria (Nerea, 2012), el cual es el resultado de una labor de recopilación y documentación sobre la tradición navideña, los mitos, la cultura oral y la literatura. De la misma manera es reseñable el libro Ur: euriaren liburua (Denonartean, 2014) en el cual reúne en una caja de cartón, música, libro, imágenes sueltas y juegos.
En 2018 recibió el Premio Nacional de Literatura Infantil y Juvenil por su obra Abezedario tititrijario (letren txotxongiloa) ((Abecedario titiridario (el guiñol de las letras), Denonartean, 2017). El jurado ha premiado al autor por su "maestría en el uso de un lenguaje poético que se nutre de la aliteración de ecos simbolistas, el humor nonsense, el absurdo, la fantasía rodaria y los ecos de la tradición oral vasca".

## Obras
La obra de Juan Kruz Igerabide ha sido muy prolífica y diversa. A lo largo de los años ha escrito diferentes géneros como narrativa, poesía, ensayo etc. En lo que respecta a la literatura infantil y juvenil ha escrito más de treinta libros.
Las obras de Literatura infantil y juvenil más destacadas de los últimos años han sido las siguientes:
- Gorputz osorako poemak (2005, Aizkorri)
- Ilargia ezpainetan (2006, Erein)
- Pipitaki (2006, Aizkorri)
- ¡Corre Sebastián, corre! (2006, Algar)
- Adio Jonas (2007, Aizkorri)
- Sudurretik txintxilika (2007, Edebe-Giltza)
- Haizearen tunela (2009, Giltza)
- Misterioa argitu arte (2010, Elkar)
- Motoa (2012, Alberdania)
- Eguberria (2012, Nerea)
- Ur: euriaren liburua (2014, Denonartean)
- Ur: el libro de lluvia (2014, Cenlit)
- Satorra hegan (2015, Edebe-Giltza)
- Ur: la gota que no quería caer (2017, Cenlit)

## Premios
- 1994: Premio de la Crítica por Sarean leiho.
- 1997: Premio Baporea por Gau, gau, gau. Oi zein ituna.
- 1999: Premio Euskadi de Literatura por Jonas eta hozkailu beldurtia.
- 2003: Premio de la Crítica de Poesía en euskera por Mailu isila.
- 2005: Mención de Honor Literaria Beterriko Liburua, por Hauts bihurtu zineten.
- 2006: Premio Baporea por Kakotxen k herrialdea.
- 2018: Premio Nacional de Literatura Infantil y Juvenil, por Abezedario titirijario ed. euskera ; (il. Elena Laura); Abecedario titiridario (ed.español); Abecedari Pipiridari (ed. catalán); Abecedario monicredario (ed. gallego)[11]